# Droninoïta
La droninoïta és un mineral de la classe dels halurs, que pertany al grup de la hidrotalcita. Va ser anomenada així per la seva localitat tipus: el meteorit de Dronino. Químicament és semblant a l'akaganeïta; presenta una estequimetria poc freqüent, fins i tot tractant-se d'un mineral del grup de la hidrotalcita.

## Classificació
Segons la classificació de Nickel-Strunz, la droninoïta pertany a «03.DA: Oxihalurs, hidroxihalurs i halurs amb doble enllaç, amb Cu, etc., sense Pb» juntament amb els següents minerals: melanotal·lita, atacamita, botallackita, clinoatacamita, hibbingita, kempita, paratacamita, belloïta, herbertsmithita, kapellasita, gillardita, haydeeïta, anatacamita, claringbul·lita, barlowita, simonkol·leïta, buttgenbachita, connel·lita, abhurita, ponomarevita, anthonyita, calumetita, khaidarkanita, bobkingita i avdoninita.

## Característiques
La droninoïta és un halur de fórmula química Ni₆Fe₃2+(OH)16Cl₂·4H₂O. Cristal·litza en el sistema trigonal.

## Formació i jaciments
S'ha descrit només a la seva localitat tipus: meteorit de Dronino, Districte de Kasimov, Oblast de Riazanskaia, Regió del nord-oest, Rússia. En aquesta localitat s'ha trobat associada a goetita, cromita, lepidocrocita, niquelbischofita, taenita, troilita i violarita. Es forma per l'alteració terrestre d'un meteorit de ferro.